# 圣伊莱尔德卢莱
圣伊莱尔德卢莱（法語：Saint-Hilaire-de-Loulay，法語發音：[sɛ̃.t‿ilɛʁ də lulɛ]）是法国卢瓦尔河地区大区旺代省的一个旧市镇，属于永河畔拉罗什区。2019年，圣伊莱尔德卢莱与临近的4个市镇合并为新市镇蒙泰居旺代。

## 地理
圣伊莱尔德卢莱（47°0'11"N, 1°19'51"W）面积40.62 平方千米，位于法国卢瓦尔河地区大区旺代省，该省份为法国西部沿海省份，北起大西洋卢瓦尔省和曼恩-卢瓦尔省，西临大西洋，南至滨海夏朗德省，东部及东南部与德塞夫勒省接壤。
与圣伊莱尔德卢莱接壤的市镇（或旧市镇、城区）包括：圣伊莱尔德克利松、勒穆耶、维埃耶维涅、拉贝尔纳迪耶尔、布费雷、拉吉约尼耶尔、蒙泰居、特雷兹塞普捷。

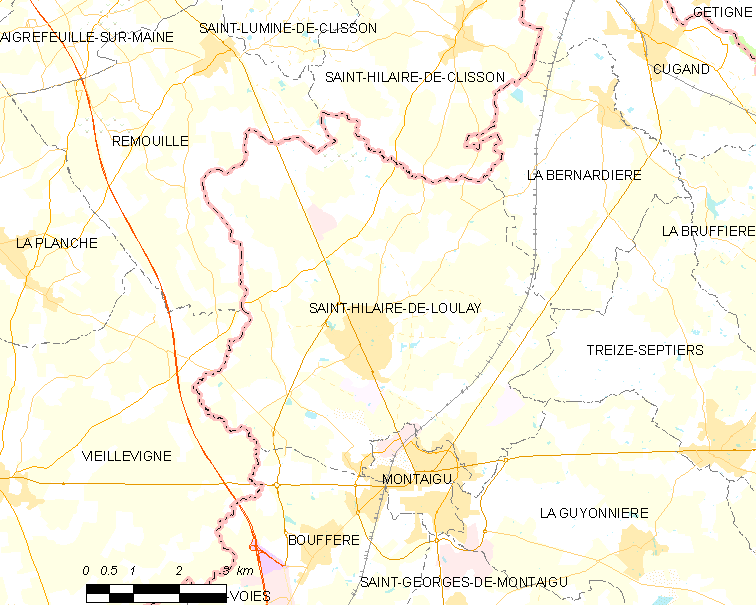
圣伊莱尔德卢莱的OSM定位图

圣伊莱尔德卢莱的时区为UTC+01:00、UTC+02:00（夏令时）。

## 行政
圣伊莱尔德卢莱的邮政编码为85600，INSEE市镇编码为85224。

## 政治
圣伊莱尔德卢莱所属的省级选区为蒙泰居旺代县。

## 人口

1962-2008年间圣伊莱尔德卢莱人口变化图示

圣伊莱尔德卢莱于2018年1月1日时的人口数量为4577人。